# Albert Widmann
Albert Widmann, né le 8 juin 1912 et mort le 24 décembre 1986 est un criminel de guerre nazi.

## Biographie
Il est né à Stuttgart. Son père est ingénieur aux chemins de fer. Il étudié à l'Institut technique de Stuttgart et reçoit son certificat en génie chimique en 1936 et son doctorat en septembre 1938. Peu après, il est embauché par Walter Heess, le chef de l'Institut technique pour la détection de la criminalité. 
En 1940, il est promu chef de la section du KTI pour l'analyse chimique. 
Il est admis dans le parti nazi en mai 1937. En décembre 1939, il est transféré de la NSKK à la SS avec le grade de SS- Untersturmführer (sous-lieutenant).
En 1941, il est recruté par Viktor Brack dans l'Aktion T4. Avec Helmut Kallmeyer il est l'un des trois chimistes principalement impliqués dans le programme. Ces hommes, familiers avec les utilisations du gaz et les poisons, fournirent des services professionnels essentiels pour la réussite de ces meurtres,.
L'idée d'utiliser le gaz est en partie inspiré par un incident. Une nuit après une fête Arthur Nebe avait conduit ivre jusqu'à sa maison, il se gare dans son garage et s'endort avec le moteur de la voiture en marche. Il a failli mourir d'intoxication au monoxyde de carbone des gaz d'échappement. Ce test d'échappement du moteur a inspiré le développement des camions à gaz.
En 1944, il est promu SS Sturmbannführer.
Après la guerre, il est interné par la force d'occupation américaine pendant plusieurs jours avant de prendre un emploi dans une usine de peinture. Il travaille comme chimiste en chef. Il est arrêté en janvier 1959. Il reste six ans et six mois en prison.